# Adam II. Berški
Adam II. Berški je bil sin Friderika I. Berškega  in Hedvike Oje-ške. Kot naslednik svojega očeta je bil od leta 1293 do svoje smrti leta 1312 sedmi gospod dežele Berške. Bil je član plemiške rodbine Berških tudi imenovanih latinsko "De Monte". Plemiškega rodu je bila tudi mati. Dežela Berška je bilo praporno gospostvo na vzhodu sedanje nizozemske province Gelderland, ki so ji pripadali 's-Heerenberg, Didam, Etten, Zeddam, Gendringen, Netterden in Gospostvo Westervoort.

## Biografija
Gospod Adam II. Berški je po smrti svojega očeta Friderika I. Berškega  že pred letom 1293 podedoval praporno gospostvo Berg.  Kot gospod Berški pa je prvič omenjen leta 1301. Njegova mati Hedvika Oje-ška je bila verjetno nekaj časa regentka. Njegova brata sta bila Henrik in Friderik. Konec 13. stoletja se je poročil z Hedviko Randerodeško. 

## Poroka in otroci
Adam II. gospod Berški se je tik pred koncem 13. stoletja poročil  s Hedviko Randerodeško, v zakonu katere sta imela štiri otroke:
- Friderik II., nasledi očeta
- Ermgarda, opatinja Samostana Elten
- Matilda  ⚭ Evert Heeckerenski iz Ulfta regent otrok Friderika II.
- Gijsbert